# U.S. National Championships 1896
Gli U.S. National Championships 1896 (conosciuti oggi come US Open) sono stati la 16ª edizione degli U.S. National Championships e terza prova stagionale dello Slam per il 1896. I tornei maschili si sono disputati al Newport Casino di Newport, quelli femminili e il doppio misto al Philadelphia Cricket Club di Filadelfia, negli Stati Uniti.
Il singolare maschile è stato vinto dallo statunitense Robert Wrenn, che si è imposto sul connazionaleFrederick Hovey in cinque set col punteggio di 7–5, 3–6, 6–0, 1–6, 6–1. Il singolare femminile è stato vinto dalla statunitense Elisabeth Moore, che ha battuto in finale in quattro set la connazionale Juliette Atkinson. Nel doppio maschile si sono imposti Carr Neel e Samuel Neel. Nel doppio femminile hanno trionfato Elisabeth Moore e Juliette Atkinson. Nel doppio misto la vittoria è andata a Juliette Atkinson, in coppia con Edwin Fisher.

## Seniors

### Singolare maschile
Robert Wrenn ha battuto in finale  Frederick Hovey con il punteggio di 7–5, 3–6, 6–0, 1–6, 6–1.

### Singolare femminile
Elisabeth Moore ha battuto in finale  Juliette Atkinson con il punteggio di 6–4, 4–6, 6–2, 6–2.

### Doppio maschile
Carr Neel /  Samuel Neel hanno battuto in finale  Robert Wrenn /  Malcolm Chace con il punteggio di 6–3, 1–6, 6–1, 3–6, 6–1.

### Doppio femminile
Elisabeth Moore /  Juliette Atkinson hanno battuto in finale  Annabella Wistar /  Amy Williams con il punteggio di 6–4, 7–5.

### Doppio misto
Juliette Atkinson /  Edwin Fisher hanno battuto in finale  Amy Williams /  Mantle Fieldings con il punteggio di 6–2, 6–3, 6–3.